# NGC 6734
NGC 6734 est une galaxie lenticulaire située dans la constellation du Paon. Sa vitesse par rapport au fond diffus cosmologique est de 4 255 ± 15 km/s, ce qui correspond à une distance de Hubble de 62,8 ± 4,4 Mpc (∼205 millions d'al). NGC 6734 a été découverte par l'astronome britannique John Herschel en 1836.
À ce jour, une mesure non basée sur le décalage vers le rouge (redshift) donne une distance d'environ 58,000 Mpc (∼189 millions d'al). Cette valeur est tout juste à l'extérieur des valeurs de la distance de Hubble. Notons cependant que c'est avec la valeur moyenne des mesures indépendantes, lorsqu'elles existent, que la base de données NASA/IPAC calcule le diamètre d'une galaxie et qu'en conséquence le diamètre de NGC 6734 pourrait être d'environ 44,0 kpc (∼144 000 al) si on utilisait la distance de Hubble pour le calculer.